# Afrânio
Afrânio est une municipalité brésilienne située dans l'État du Pernambouc.